# Himmelstadt
Himmelstadt er en kommune i Landkreis Main-Spessart i regierungsbezirk Unterfranken i den tyske delstat Bayern. Den er en del af Verwaltungsgemeinschaft Zellingen.
På grund af det "himmelske" navn, har der i kommunen siden 1986 været et juleposkontor: "Weihnachtspostamt Himmelstadt", der bliver betjent af Deutscher Post og kommunens indbyggere og virksomheder i fællesskab.

## Geografi
Himmelstadt ligger i Region Würzburg.